# Companhia Brasileira de Tratores
A Companhia Brasileira de Tratores (CBT) foi uma empresa brasileira fabricante de motores e tratores. Concebida para produzir motores de caminhões, ampliou sua atuação ao entrar no mercado de motores e peças de tratores, atividade pela qual ficou mais conhecida. Também chegou a produzir um utilitário 4x4 denominado Javali.

## História
A empresa iniciou as atividades em 1959, no município de Ibaté, fabricando motores e peças, representando e montando os tratores da marca Oliver e depois Oliver-CBT.  Em 1960 inaugurou sua nova fábrica no distrito de Água Vermelha, em São Carlos, para montar os tratores com a marca CBT. Encerrou suas atividades em 1995.
Foi um dos maiores fabricantes de tratores da América Latina e exportadora do produto no Brasil, com atuação destacada nos Estados Unidos, Austrália, Japão, México e Argentina, além da América Central e do Caribe, Argélia, Marrocos, Nigéria, Senegal e África do Sul.
A partir de 1982, a empresa passou a desenvolver o projeto de uma aeronave denominada RPV, não concluído pelo fim do apoio governamental.
Fabricou de 1990 a 1994 o jipe Javali, que foi o segundo carro totalmente criado e desenvolvido no Brasil. Por ser um projeto próprio da fábrica, o carro acabou tendo um custo elevado para a CBT. O Javali tinha mecânica dos tratores da fábrica e por isso alguns defeitos, como o barulho e fumaça em excesso, mas qualidades, como motor turbo diesel próprio, o que facilitava em trilhas mais pesadas.
A empresa faliu no ano de 1995, em meio ao processo de abertura econômica iniciado pelo governo Collor, que extinguiu todos os mecanismos de proteção à indústria automobilística nacional.
As antigas instalações da CBT fora adquiridas pela TAM, onde instalou a LATAM MRO e o Museu TAM, junto ao Aeroporto de São Carlos, que foi construído pela própria CBT no início dos anos 70, totalmente remodelado pelo governo do estado de São Paulo e reinaugurado em 2004.

## Jipe Javali
O Javali, um veículo utilitário, foi o único projeto automobilístico da CBT  a ganhar mercado. De características rústicas, tinha o objetivo de explorar o mercado do Jeep Willys, que deixou de ser produzido no Brasil em 1983. A CBT possuía uma filosofia fabril de verticalização da produção, o que em parte reduzia os custos dos seus produtos.  Em grande medida o projeto do Javali fazia parte de um plano de expansão da empresa. Como a CBT iniciara a produção de motores, o novo veículo introduziu no mercado o CBT DM 301, um motor turbo-diesel de três cilindros e 80 cavalos, inteiramente projetado e produzido pela pela empresa.
O projeto do Javali foi designado inicialmente como "Veiculo de Apoio Rural" (VAR) o que já denunciava o público alvo que a CBT objetivava, que eram os produtores rurais. Com o desenvolvimento do projeto, a CBT também cogitou a possibilidade de fornecer as forças armadas. 
Pensado desde o inicio para ser um veículo simples e rústico, o Javali praticamente não possuía acabamento. Desde o ínicio do projeto se pensou em um veículo de linhas retas, o que tornaria mais barato o produto final e também facilitaria o trabalho de funilaria , em caso da necessidade de consertos. O volante adotado foi o mesmo dos tratores CBT.

## Projeto aeronáutico
Em 1982, a CBT apresentou o BQM-1BR, veiculo aéreo não tripulado, que não passou da fase de protótipo.
Foi desenvolvido em cooperação com o CTA,  para ser um alvo aéreo para exercícios de tiro. Era impulsionado por um motor à reação. Aventava-se também derivar do projeto inicial um VANT (Veículo Aéreo Não Tripulado) para a vigilância do espaço aereo. O BQM-1BR Possuía as dimensões aproximadas de 3,89 metros de comprimento, com envergadura de  3,18 metros. O peso aproximado vazio era de 61 kg, com peso máximo de  90 kg. A velocidade do aparelho seria de 560 Km/h, propulsado por um motor Tietê, de 30 kg de empuxo.

## Produtos
- CBT Javali 4x2 - ano 1989
- CBT Javali 4x4 - ano 1989

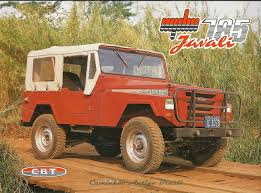
Jeep Javali da CBT

- CBT Javali 4x4 (turbo) - ano 1991 a 1994[16][17]

Tratores
- OLIVER 950 – ano 1961
- OLIVER - CBT - ano 1962

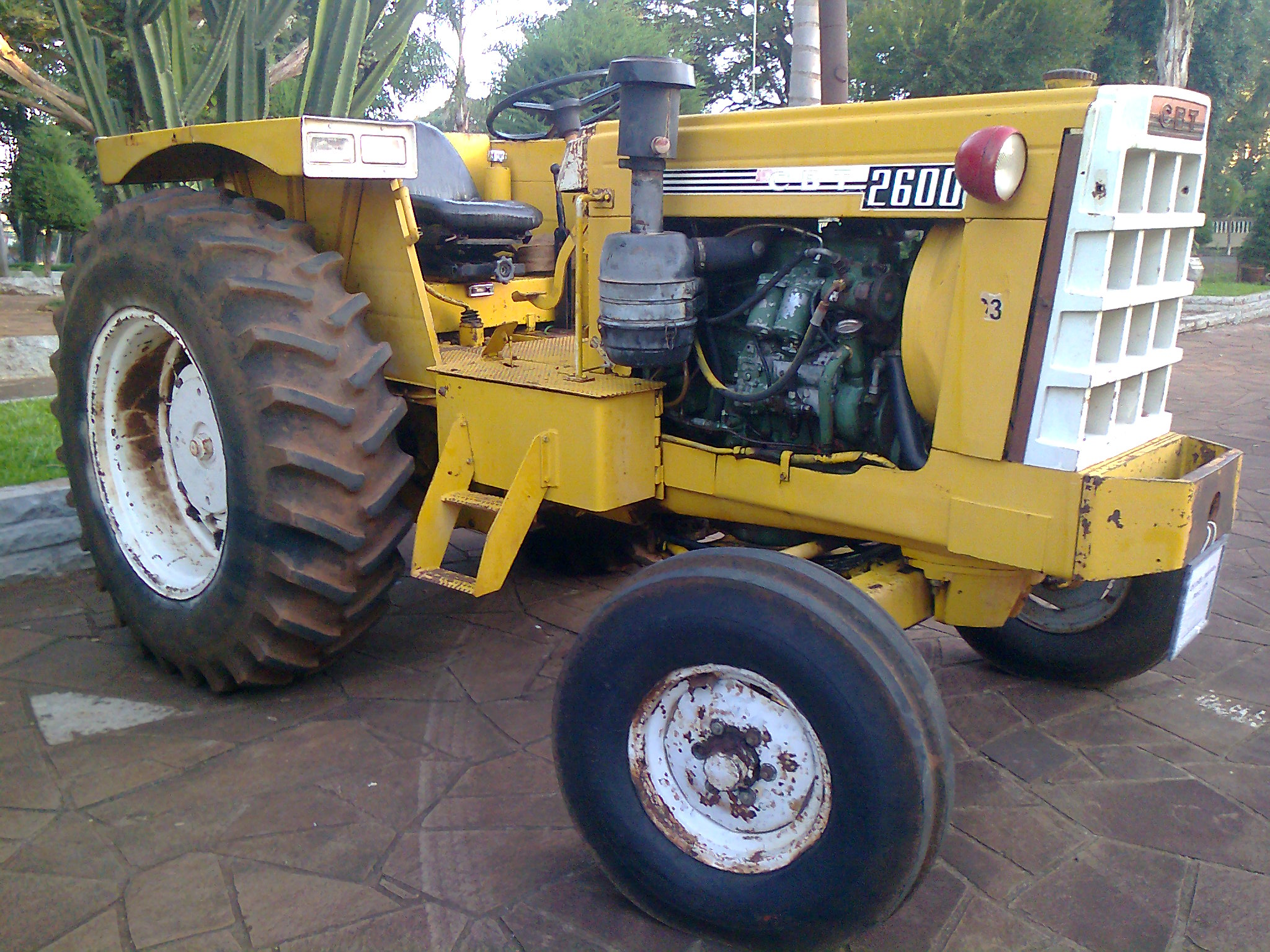
Trator CBT 2600 motor Mercedes Benz (1982)

- CBT-1020 - ano 1962 a 1968 (1.º 100% nacional)
- CBT 1090 4x2 - ano 1968 (Perkins)
- CBT 1090–A/TM - ano 1971 (Perkins)
- CBT-1000 - ano 1970 (Perkins)
- CBT 1105 – ano 1972 (Mercedes-Benz)
- CBT 1065 – ano 1973 (Mercedes-Benz)
- CBT 2400 – ano 1976 (Detroit)
- CBT 2070 – ano 1978 (Perkins)
- CBT 2080 (Mercedes-Benz)
- CBT 2100 – ano 1979 (Perkins)
- CBT 2105 4x2 - ano 1982 (Mercedes-Benz)
- CBT 2105 Búfalo - (Mercedes OM 352 Turbo Garrett)
- CBT 2500 (Perkins)
- CBT 2600 (Mercedes-Benz)
- CBT 3000 – 1980 A 1982 (Dodge V8 álcool - Volkswagen)
- CBT 3500 – 1982 (Dodge V8 álcool - Volkswagen)
- CBT 8060 4x4 - ano 1990 a 1993 (Mercedes-Benz)
- CBT 8240 4x2 - ano 1984 a 1988 (Perkins)
- CBT 8260 4x4 - ano 1990 a 1993 (Perkins)
- CBT 8440 4x2 - ano 1987 e 1988 (MWM)
- CBT 8840 4x4 - ano 1987 e 1988 (CBT)
- CBT 8450 4x4 - ano 1988 a 1995 (MWM)
- CBT 9270 4x4 - transmissão 12x4 (MWM)
- CBT 9450 4x4 - Turbo (MWM)

Implementos
- Scraper SS 650 – ano 1975 (raspadora niveladora)
- Scraper SS 700 – ano 1977 (raspadora niveladora)